# Cinzia Cavazzuti
Cinzia Cavazzuti (ur. 12 września 1973) – włoska judoczka. Dwukrotna olimpijka. Zajęła piąte miejsce w Sydney 2000 i siódme w Atenach 2004. Startowała wadze lekkiej.
Piąta na mistrzostwach świata w 2001, brała udział w zawodach w 1999. Startowała w Pucharze Świata w latach 1995–2005. Złota medalistka mistrzostw Europy w 2002 i brązowa w 1999, 2001 i 2004. Mistrzyni igrzysk śródziemnomorskich w 2001 roku.

## Letnie Igrzyska Olimpijskie 2000
| Konkurencja | Eliminacje                 | Eliminacje               | Eliminacje       | Repasaże               | Repasaże              | Repasaże            | Klas. końcowa |
| Konkurencja | Przeciwnik I               | Przeciwnik II            | Przeciwnik III   | Przeciwnik I           | Przeciwnik II         | Przeciwnik III      | Miejsce       |
| ----------- | -------------------------- | ------------------------ | ---------------- | ---------------------- | --------------------- | ------------------- | ------------- |
| 57 kg       | Michaela Vernerová (CZE) Z | Filipa Cavalleri (POR) Z | Shen Jun (CHN) P | Tania Ferreira (BRA) Z | Barbara Harel (FRA) Z | Maria Pekli (AUS) P | 5.            |

## Letnie Igrzyska Olimpijskie 2004
| Konkurencja | Eliminacje                  | Repasaże             | Repasaże                   | Repasaże                 | Klas. końcowa |
| Konkurencja | Przeciwnik I                | Przeciwnik I         | Przeciwnik II              | Przeciwnik III           | Miejsce       |
| ----------- | --------------------------- | -------------------- | -------------------------- | ------------------------ | ------------- |
| 57 kg       | Deborah Gravenstijn (NED) P | Ellen Wilson (USA) Z | Danielle Zangrando (BRA) Z | Isabel Fernández (ESP) P | 7.            |